# Fiskalpolitik
Die Fiskalpolitik ist ein wirtschaftspolitisches Instrument des Staates, welches mittels der Beeinflussung von Steuern und Staatsausgaben die konjunkturellen Schwankungen auszugleichen versucht. Somit soll ein stabiles Wirtschaftswachstum erhalten bleiben. Weitere Ziele der Fiskalpolitik sind ein hoher Beschäftigungsstand und eine gleichmäßig geringe Inflation.
Die Fiskalpolitik ist ein Teilbereich der Finanzpolitik und wird oft fälschlicherweise mit dieser gleichgesetzt. Fiskalpolitik ist des Weiteren ein wichtiges Element der Konjunkturpolitik.

## Instrumente der Fiskalpolitik
Expansive (nachfragesteigernde) fiskalpolitische Instrumente sind z. B.
- Senkung der Ertragsteuern und der Verbrauchsteuern
- Vergabe öffentlicher Aufträge
- Ausbau von Sozialleistungen
- Förderung von Beschäftigungsprogrammen

Restriktive (nachfragesenkende) fiskalpolitische Instrumente sind z. B.
- Erhöhung von Einkommen- und Verbrauchsteuern
- Verringerung öffentlicher Aufträge
- Abbau von Sozialleistungen
- Abbau von Beschäftigungsprogrammen

## Effekte der Fiskalpolitik
Nach Keynesianischer Auffassung bewirken kleine Änderungen der Staatsausgaben größere Änderungen des Volkseinkommens. Es wird zwischen dem Multiplikatoreffekt und dem Akzeleratoreffekt unterschieden:

### Multiplikatoreffekt
Durch Staatsausgaben erhöht sich das Volkseinkommen. Die Zahlungen des Staates gehen entweder direkt an die privaten Haushalte (z. B. Kindergeld, Arbeitnehmersparzulage) oder indirekt über die Unternehmen. Dadurch kann eine zusätzliche Nachfrage ausgelöst werden, die höher ist als die eigentlichen zusätzlichen Staatsausgaben (siehe auch Schuldenparadoxon). Ob vermehrte Investitionen die gesamtwirtschaftliche Nachfrage erhöhen, hängt laut Keynes im Endeffekt davon ab, inwieweit Beschäftigungsgrad und Konsumneigung steigen.

### Akzeleratoreffekt
Die sich aus dem Multiplikatoreffekt ergebende erhöhte Nachfrage führt zu Kapazitätsauslastungen in den Unternehmen. Um Engpässe zu beseitigen, sind die Unternehmen „gezwungen“, Investitionen zu tätigen. Dieser Effekt vom erhöhten Volkseinkommen zu den erhöhten Investitionen wird als Akzeleratoreffekt bezeichnet. Entsprechend wirkt der Akzelerator im Abschwung.

## Varianten

### Antizyklische Fiskalpolitik

#### Grundidee
Um die beispielsweise im deutschen Stabilitätsgesetz festgelegten Ziele zu erreichen, muss der Staat den Konjunkturschwankungen entgegenwirken. In Phasen der Rezession und der Depression wird der Staat versuchen, die Konjunktur zu beleben. In Phasen der Hochkonjunktur wird er dagegen versuchen, die Konjunktur zu bremsen. Das geschieht nicht etwa, um eine Inflation zu verhindern, die bei steigender Nachfrage nur bei einem unelastischen Angebot zustande käme, sondern um finanzielle Rücklagen für eine auf die Prosperität folgende Rezession zu bilden (Konjunkturausgleichsrücklage). Dies kann beispielsweise über steigende Steuern und Sozialabgaben geschehen. Da auf diese Weise dem Konjunkturzyklus entgegengewirkt wird, spricht man von einer antizyklischen Fiskalpolitik.
In Zeiten des Abschwungs sinken die Staatseinnahmen. Trotzdem muss der Staat die Ausgaben erhöhen, um die gesamtwirtschaftliche Nachfrage zu erhöhen. Die staatlichen Maßnahmen werden entweder aus der Konjunkturausgleichsrücklage oder durch Staatsverschuldung finanziert (deficit spending). In Zeiten der Hochkonjunktur steigen die Staatseinnahmen wieder und der Staat drosselt seine staatlichen Maßnahmen.

#### Grenzen antizyklischer Fiskalpolitik
Die antizyklische Fiskalpolitik versucht durch Steuerung der gesamtwirtschaftlichen Nachfrage die Konjunktur zu beeinflussen und somit die Wirtschaftsschwankungen auszugleichen. Außerdem versucht der Staat, in der Aufschwungphase durch Sparmaßnahmen Puffer für die später erwartete Rezession zu schaffen, um Engpässe unproblematisch überstehen zu können. Konjunkturschwankungen entstehen vor allem aus dem Missverhältnis von Angebot und Nachfrage. Aus diesem Grund wird sie auch als nachfrageorientierte Wirtschaftspolitik bezeichnet. Man ging lange Zeit davon aus, mit diesen Mitteln konjunkturpolitische Schwankungen weitgehend vermeiden zu können. Wirtschaftskrisen Mitte der 1970er- und Anfang der 1980er-Jahre haben allerdings die Wirksamkeit der Globalsteuerung in Frage gestellt.

### Diskretionäre Fiskalpolitik
Bei der diskretionären Fiskalpolitik wird im Einzelfall entschieden, ob und wie auf eine bestimmte konjunkturelle Situation reagiert wird. So können z. B. in einer Rezession Konjunkturprogramme beschlossen werden.

## Rezeption
Die Globalsteuerung wurde in den 1960er- bis Mitte der 1970er-Jahre erfolgreich betrieben. Durch das Aufkommen der Stagflation seien die Rezepte der Globalsteuerung als unwirksam erkannt worden – die Globalsteuerung habe die Konjunktur zunehmend weniger beeinflusst und zu zunehmend höherer Neuverschuldung geführt.
Auch die diskretionäre Fiskalpolitik ist Kritik ausgesetzt. Insbesondere Vertreter neoklassischer Denkrichtungen (Monetarismus, Angebotspolitik) bezweifeln die Gültigkeit des keynesianischen Transmissionsmechanismus und der zugrundeliegenden Annahmen. Dabei sind unterschiedliche Ebenen der Kritik zu unterscheiden:
- Teilweise wird die Notwendigkeit von Konjunkturpolitik bezweifelt, da die Marktwirtschaft inhärent stabil sei, solange sie nicht durch Staatseingriffe gestört werde.
- Andere Autoren meinen, dass staatliche Ausgaben private Nachfrage verdrängen, weil sie entweder durch Steuern oder durch höhere Verschuldung finanziert werden (Crowding-out).
- Unterstellt man Ricardianische Äquivalenz, reagieren die Privaten auf staatliche Versuche der Konjunktursteuerung, indem sie ihre Ausgaben gegenläufig ändern.

Die Zahl der Befürworter diskretionärer Fiskalpolitik ist durch die Finanzkrise ab 2007 und die Weltwirtschaftskrise ab 2007 gestiegen. Die Kritik an der Fiskalpolitik führte zu Weiterentwicklungen. So soll der Verzögerungseffekt z. B. durch automatische Stabilisatoren und Formelflexibilität bzw. eine regelgebundene Fiskalpolitik eingeschränkt werden. Letzteres bezeichnet im Voraus vereinbarte Regeln für den Einsatz fiskalpolitischer Instrumente für eine bestimmte konjunkturelle Situation.